# クァドラン・ロー
- マクロスシリーズ > 超時空要塞マクロス > 超時空要塞マクロスの登場メカ一覧 > ゼントラーディ軍の兵器 > クァドラン・ロー
  -     - 超時空要塞マクロス 愛・おぼえていますか > メルトランディ > クァドラン・ロー

  - マクロスシリーズの用語一覧 > ゼントラーディ > ゼントラーディ軍の兵器 > クァドラン・ロー

クァドラン・ローは、テレビアニメ『超時空要塞マクロス』および、関連作品群「マクロスシリーズ」に登場する架空の兵器。ゼントラーディの女性兵士用バトルスーツ（巨人族用パワードスーツ）。劇場版アニメ『超時空要塞マクロス 愛・おぼえていますか』では男性型巨人族ゼントラーディと敵対する女性型巨人族メルトランディが使用する。
本項目において「テレビ版」はテレビアニメ『超時空要塞マクロス』を、「劇場版」は『超時空要塞マクロス 愛・おぼえていますか』を指す。

## 機体解説
プロトカルチャー銀河帝国分裂戦争末期、拠点防衛などの直衛任務にあたる独立婦人部隊用の機動兵器として開発された。遺伝子操作により格闘戦（肉弾戦）向きの屈強な身体をもつゼントラーディ男性兵士に対し、女性兵士は高Gに耐えうる、空間戦闘兵器のパイロットに適した身体的特徴を持つ。小柄（被弾面積の減少）かつ高機動に耐えうるその体躯にあわせて開発されたのが、高性能バトルスーツ、クァドラン・シリーズである。
腰部が存在せず胸部から直接脚が生えたような独特のボディラインに大型の推進器を背負い、各部に対空兵器を装備した機体はパワードスーツというより空戦ポッドに近い。
シリーズのうち初期に戦線投入された「ロー」は、軽装甲・高機動タイプとして婦人部隊のエースパイロットたちが好んで使用する機体である。先述の通り、女性の体型に合わせて設計されている。非常に高品質な機体のため、ゼントラーディ全軍ではごく少数しか配備されなかったが、その活躍は味方の男性部隊の間でも勇名を馳せる。
「ロー」タイプなど一部の型には、キメリコラ特殊イナーシャ=ベクトルコントロールシステム（暫定慣性制御装置）が搭載され、重力加速度軽減や推進剤節約などを図っている。これは修理の技術をもたないゼントラーディ軍においては高度すぎる機材であるため、運用が難しいうえに稼働率が低く、実戦投入は少ない。その有効性を疑問視する声もあったが、のちにゼントラーディ系の技術を応用した可変戦闘機YF-21とその量産型VF-22に改良型が搭載される。『マクロスF』の時代である2059年の新統合軍麾下のゼントラーディ兵の間では火力を強化した「クァドラン・レア」が最も多く見られる機種となっている。

## 劇中での扱い

### 超時空要塞マクロス（テレビ版）
作中では「エースのミリア」ことミリア・ファリーナ一級空士長の愛機として、マクシミリアン・ジーナス（マックス）搭乗のVF-1Aバルキリーと壮絶な空中戦を繰り広げる。ミリアが統合軍に所属したあと、ラプラミズが搭乗して統合軍との戦いを繰り広げる。

### 超時空要塞マクロス 愛・おぼえていますか
劇場版ではゼントラーディと敵対する女性種族メルトランディの機動兵器として登場する。メルトランディはサイボーグに近い生命体であり、パイロットの身体と機体は光学神経チューブで結ばれている。パイロットは腕を胸部内スペースに突き出すような姿勢で着用するが、レバーを握るのではなく、パイロットの腕の動きを戦闘服を介してパワードスーツへ神経接続し機体制御を行う。
作中では空間戦のみならず近接格闘戦においてもミリア639が壮絶な見せ場を演じる。対決のすえにミリアと結ばれ、メルトランディ陣営に加わったマックスもマイクローン装置で巨大化し、ゼントラーディ軍との最終決戦時に本機を駆り参戦する。上述のとおり本機は女性の体型にあわせて設計されているが、これに関しては改修が加えられていた可能性が高いとされている。
男女種族間の技術差を表すためデザインがマイナーチェンジされ、テレビ版では他のゼントラーディ兵器と共通していたカメラアイ部分が変更された（宮武によれば、剣道の面をイメージしたとのことである）。この意匠は「クァドラン・レア」タイプにも引き継がれている。一般兵士用は紫系の機体色で、ミリアとマクシミリアン・ジーナス専用機はそれぞれのパーソナルカラーである赤と青に塗られている。

### マクロス7
『マクロス7』テレビ未放送話「最強女の艦隊」にて、はぐれメルトラン艦隊の所属機として登場。艦隊司令クロレは、一級空士長時代のミリアと撃墜数を競い合うほどの腕前で、熱気バサラの駆るVF-19改に追従する。デザインは劇場版に準じ、クロレ専用機は金色に塗装されている。

## バリエーション

### クァドラン・ノナ
一般兵用に簡易化された量産機で、高級機である「ロー」よりも性能は劣る。外形上の特徴はカメラアイが2連レンズ式であること、背部のミサイルポッドが1基のみであることなど。セガサターン、PlayStation用ゲーム『超時空要塞マクロス 愛・おぼえていますか』に登場する。

### クァドラン・キルカ
クァドラン・ローの改造機で、標準機よりも機体のボリュームや武装が増している。原機よりも約20%程度の性能向上を実現しており、シリーズのなかでも「最強にして最後の機体」とされる。
劇場用アニメ『マクロス7 銀河がオレを呼んでいる!』に、エミリア・ジーナスが使用するグレーの機体が登場する。エミリア機には発煙装置が設置されており、色とりどりの煙幕を発するが、これがオリジナルのキルカの正式武装かどうかは不明。
ローでは胸部に中口径速射インパクト・カノンが搭載されていたが、この武装は変更されている。キルカでは左胸部にメイン・ブラスターが搭載されており、これが本機における最大の火器である。右胸部には大口径モーターキャノンとサブ・ガンが搭載されている。
分冊百科『マクロス・クロニクル』では、第一次星間大戦時にも存在したが、数機が実戦投入されたのみという説があるとされている。

### クァドラン・レア
第一次星間大戦後、稼動数が減少しつつあったクァドラン・ローを新統合軍が改良し再生産した機体。2035年に新統合軍がゼネラル・ギャラクシー社にプランを委託し、翌年には再設計と改良が開始され、2040年より惑星エデンの衛星軌道でレストアされた「キメリコラ＝レア工廠」にて生産が開始された。なお、開発には第一次星間大戦にて活躍したミリア・ファリーナ・ジーナスも関与したといわれている。
腕部レーザーパルスガンの高出力化のほか、左肩にヌージャデル・ガー、グラージと同型のビームキャノンを搭載する。アクティブステルス機能やコクピット部分へのエネルギー転換装甲の追加などパイロットの生存率を高める改良も施されている。その後も細かい改良が何度か行われ、最新版である「レア/56」と呼ばれるタイプは機動性においても2050年代末の最新鋭可変戦闘機VF-25 メサイアに比肩する性能を持つ。小説版には、パイロットの生存性の向上のために、コックピットはパイロットの両腿を機体の腿部に入れる着用式からリガードのような乗り込み式に変更する描写がある。
大戦後に帰化したゼントラーディ人やその子孫たちが運用している。マクロス・フロンティア船団の民間軍事プロバイダー「S.M.S」ピクシー小隊や惑星ガリア4駐留部隊など各地で配備されている。男性パイロットにも搭乗しやすいよう内装も改良され、2050年代では新統合軍のゼントラーディ部隊における主力兵器となっている。
量産された一般機のカラーリングはグレー。S.M.Sピクシー小隊の隊長クラン・クランの乗機は赤、新統合軍第33海兵部隊の兵士テムジンの乗機はグリーンと、パーソナルカラーに塗装された機体も存在する。
第33海兵部隊の機体はガリア4の反乱時にインパクト・カノンの代わりに反応弾を装備する。
『マクロスF』第4話「ミス・マクロス」にて初登場。なお、『月刊少年エース』連載の漫画版『マクロスF』での名称はクァドラン・ローλ（ラムダ）。
シナリオ担当の吉野弘幸によると、シナリオ初期はクァドラン・ローだったが、初代『マクロス』から40年後の時代ということで独自の名前が必要との考えからクァドラン・レアとされた。

### クァドラン・アルマ
『マクロス・ザ・ライド』に登場。地球本星艦隊「ファスケス」で使用されているクァドラン。アストラル・センサーと呼ばれる謎の機構を搭載している。銀河帝国分裂戦争最末期に、キメリコラ工廠で設計されたクァドラン・シリーズの最上位機種のひとつ。同機は婦人士官艦隊を率いる艦隊司令クラスの前線指揮用に設計されたと考えられるが、記録のほとんどが失われており定かではない。
クァドラン・ローより一回り大型化した機体には多数の高機動ノズルと、優秀な慣性制御システムが装備されており、大気圏内・大気圏外のいずれにおいても、その機動性はVF-19シリーズに匹敵するか凌駕する。エネルギー転換装甲および複合サイバネティクス装甲の強度はヌージャデル・ガーに匹敵し、防御力も高い。
主兵装である超高機動ミサイルランチャーはクァドラン・ローと同様のものだが、バックパックの大型化によって、積載量は四倍ほどに達している。腕部レーザー・パルスガンも大出力化し、VF-171クラスの対ビームコーティング装甲なら貫通可能である。
設計には、はぐれゼントラーディに亡命した地球人の技術者が開発した「フェイオス・バルキリー」などの敵性バルキリーの技術が盛り込まれており、クァドラン・タイプでは珍しく、高速飛行形態への可変機能を持つ。
アンジェ672の使用する機体にはプロトデビルンの遺跡の発するエーテル波をアストラル界を通じて受容し、物理的な力場バリアーとして展開するシステムが組み込まれ、理論的にはマクロス・キャノンの直撃にさえ耐える。なお、このシステムが本来備わっていた機能なのかどうかは不明である。

## 『ロボテック』版
ハーモニーゴールド USA社（Harmony Gold USA）がライセンス取得し、同一世界の異なる時代と世代を描いた、連続する1つの大河ストーリーとして翻案、再編集された作品である『ロボテック』版でも『超時空要塞マクロス』（テレビ版）に当たるデザインのクァドラン・ローが活躍。海外オリジナル版のゲーム、 Robotech: Battlecry でもミリアの妹分とされた「キヨラ・テキーヴァ (Kiyora Tekiva) 」が操り、好敵手としてゲームプレイヤーが演じる主人公のVF-1Rと対峙し頻繁に登場する。